# Great Wall Coolbear
Great Wall Coolbear (кит. трад. 长城酷熊, пиньинь Chángchéng Kùxióng) — субкомпактный автомобиль с высокой посадкой. Его конкурентами являются Kia Soul, Scion xB и Nissan Cube.

## Описание
Дизайн Coolbear является копией многих моделей Scion. Боковая и задняя части унифицированы с первым поколением Scion xB, однако передняя часть является близкой копией концепт-кара Toyota F3R. Coolbear оснащался бензиновыми двигателями объёмом 1,3—1,5 л.
- Дорестайлинговый Great Wall Coolbear
- Вид спереди
- Вид сзади

## Great Wall Haval M2
Great Wall Haval M2 — кроссовер на базе Great Wall Coolbear, запущенный в производство через несколько лет.
- Вид спереди
- Вид сзади